# Lago Daming
O Lago Daming (ou Daming Hu) é um dos maiores lagos na cidade de Jinan, China.